# Chiesa di Santa Marina (Santa Marina Salina)
La chiesa di Santa Marina è un luogo di culto cattolico ubicato in piazza Santa Marina sul lungomare di Santa Marina Salina, appartenente alla chiesa parrocchiale di Maria Santissima Addolorata.

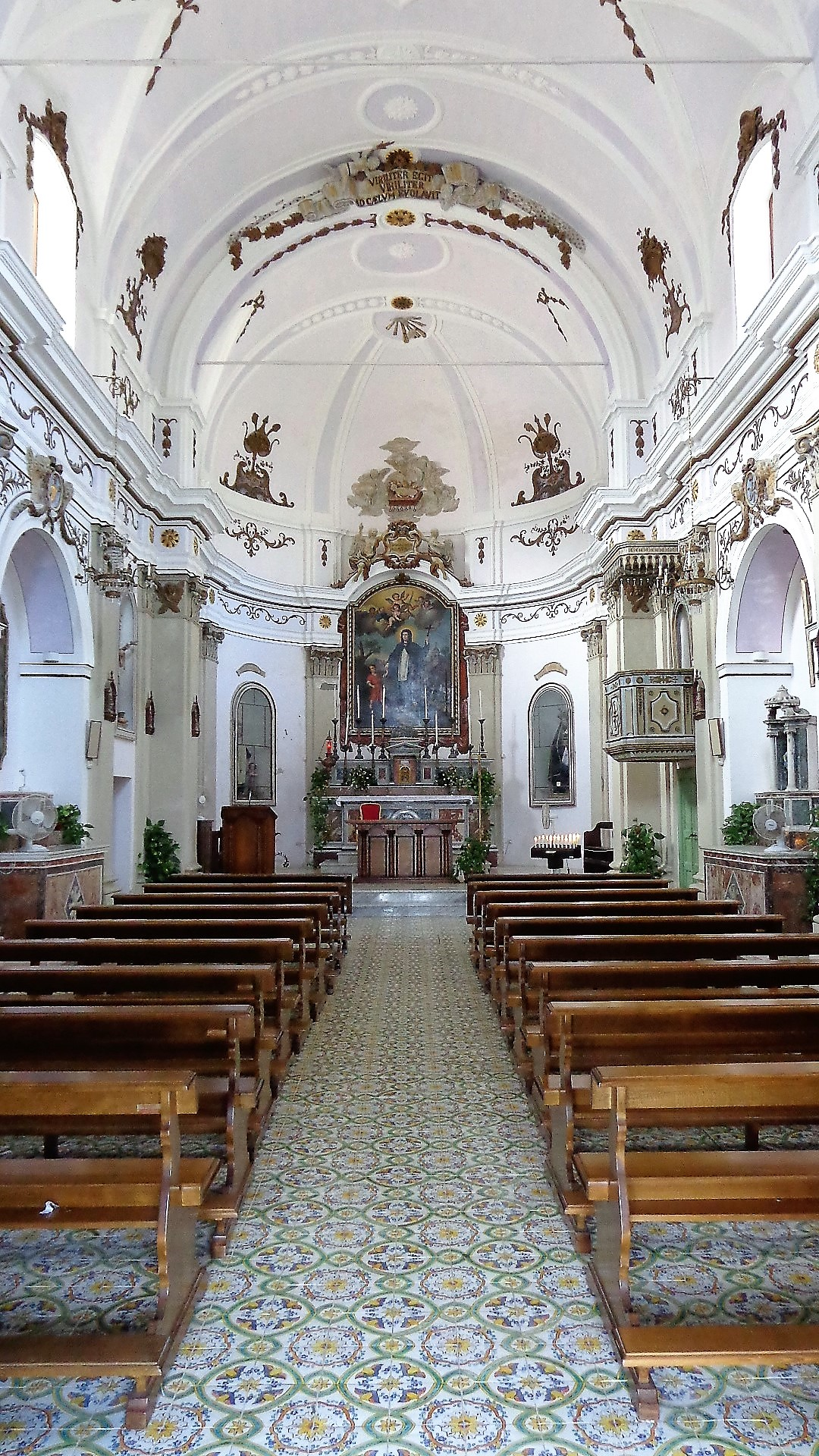
Navata.

## Storia

### Epoca spagnola
La venerazione di Santa Marina sull'isola cominciò attorno al XVI secolo. Tale culto venne probabilmente portato da coloni di origine veneta (Santa Marina è compatrona di Venezia), che arrivarono esuli alle Eolie da varie località del Mediterraneo, a causa del progressivo ridursi dei territori della Repubblica di Venezia conquistati dall'Impero ottomano. Verosimilmente fu edificata in precedenza una cappella nell'entroterra, mentre l'attuale chiesa fu costruita nel 1622 e ingrandita nel 1725.

### Epoca contemporanea
Restauri, completamento e perfezionamento con la recente pavimentazione in maiolica che riprende i disegni originali del '700, dono dei Reali del Belgio.

## Facciata
Architettura con tetto a capanna delimitata da grandi paraste. Ai lati campanili gemelli con monofore su tutte le facce sormontati da cuspidi poligonali attorniati agli spigoli da pinnacoli. Frontone mistilineo con volute e contrafforti. Artistica croce apicale in ferro battuto.
La cornice in stucco con variegate modanature sormonta una finestra centrale e il portale in pietra viva caratterizzati da timpano triangolare spezzato e simmetrico. Sulla sinistra è collocata una targa marmorea commemorativa.
- Controfacciata con cantoria in legno sorretta da coppie di colonne.

## Interno
Impianto a navata unica con ampia abside circolare. Grande cornicione e apparato decorativo con ornamenti in stucco. Arco trionfale con cartiglio. Un'iscrizione recita: "D.O.M. ANNO DOMINI: 1725".

### Parete destra
- Prima campata: Cappella della Sacra Famiglia. Sulla sopraelevazione un dipinto mistilineo raffigurante la Sacra Famiglia.
- Nicchia. Confessionale e targa commemorativa.
- Seconda campata: Cappella dell'Immacolata Concezione. Tabernacolo sormontato da tempietto marmoreo contenente una statuetta raffigurante l'Immacolata Concezione. Sulla parete un dipinto raffigurante la Sacra Famiglia.
  - Pulpito.

### Parete sinistra
- Prima campata: Cappella di San Giuseppe. Nell'arcata il dipinto mistilineo raffigurante il Patriarca San Giuseppe.
- Nicchia. Confessionale e targa.
- Seconda campata: Cappella dell'Immacolata Concezione. Nell'arcata il dipinto mistilineo raffigurante Immacolata Concezione.

### Presbiterio
- Nicchia esterna sinistra:
  - Nicchia interna sinistra:
- Nicchia esterna destra: statua raffigurante San Giovanni Battista.
  - Nicchia interna destra: statua raffigurante Maria Santissima Addolorata.

Altare di Santa Marina.

## Feste religiose
- 16 luglio, Santa Marina, Solennità e cortei processionali (itinerario cittadino e corteo di barche).